# Stellaria vestita
Stellaria vestita är en nejlikväxtart som beskrevs av Wilhelm Sulpiz Kurz. Stellaria vestita ingår i släktet stjärnblommor, och familjen nejlikväxter. Utöver nominatformen finns också underarten S. v. amplexicaulis.